# Matt Harvey
Matthew Edward Harvey (New London, 27 marzo 1989) è un ex giocatore di baseball statunitense naturalizzato italiano, di ruolo lanciatore. È soprannominato "the Dark Knight" (il cavaliere oscuro). Ha visto i migliori anni della sua carriera nella Major League Baseball (MLB) con i New York Mets; ha poi giocato in diverse altre squadre, ultima delle quali i Baltimore Orioles.

## Minor League
Nato a New London, ma cresciuto a Mystic, nel Connecticut, Harvey frequentò la Fitch Senior High School di Groton, venendo selezionato per la prima volta nel terzo turno del draft MLB 2007 dagli Angels of Anaheim. Non firmò e si iscrisse all'Università della Carolina del Nord a Chapel Hill. Entrò nel baseball professionistico quando venne selezionato al primo giro del draft amatoriale del 2010 come 7ª scelta assoluta dai New York Mets. Iniziò nel 2011 giocando con due squadre, nella classe A-avanzata e nella Doppia-A, finendo con 13 vittorie e 5 sconfitte, 3.32 di ERA e .246 in battuta concesso agli avversari in 26 partite, tutte da partente (135.2 inning). Nel 2012 giocò al livello AAA con i Buffalo Bisons della International League, chiudendo con 7 vittorie e 5 sconfitte, 3.68 di ERA e .233 di media battuta concessa agli avversari in 20 partite, tutte come partente (110.0 inning).

## Major League

### New York Mets (2012-2018)
Harvey debuttò nella MLB il 26 luglio 2012, al Chase Field di Phoenix contro gli Arizona Diamondbacks, finendo dopo 5.1 inning con 0.00 di ERA, 11 strikeout e 3 valide subite. Chiuse la stagione con 3 vittorie e 5 sconfitte, 2.73 di ERA e .200 alla battuta contro di lui in 10 partite, tutte come partente (59.1 inning).
Il 3 aprile 2013 nella prima partita della stagione contro i San Diego Padres terminò con una vittoria, con 10 strikeout, 2 basi concesse, e una sola valida in 7.0 inning, con 0.00 di ERA. Il 13 dello stesso mese contro i Minnesota Twins ottenne un'altra vittoria, giocando 8 inning con 6 strikeout, 2 basi concesse, 2 valide e 0.82 di ERA. Il 7 maggio contro i Chicago White Sox in 9 inning fece registrare 12 strikeout e una sola valida. Il 7 agosto contro i Colorado Rockies disputò la sua prima gara completa in carriera senza subire punti, concedendo 4 valide. Il 27 dello stesso mese venne inserito nella lista infortunati a causa di una parziale lacerazione del legamento laterale ulnare del gomito destro. Il 26 settembre venne spostato nella lista infortunati dei 60 giorni. Chiuse la stagione con 9 vittorie e 5 sconfitte, 2.27 di ERA (3º posto nella NL) e .209 alla battuta contro di lui in 26 partite, tutte da partente con un incontro giocato interamente senza subire punti (178.1 inning), venendo convocato per il suo primo All-Star Game. Il 4 ottobre Harvey decise di sottoporsi alla Tommy John surgery per riparare il legamento danneggiato. Il 22 dello stesso mese venne operato con successo, rimanendo fermo per l'intera stagione 2014.

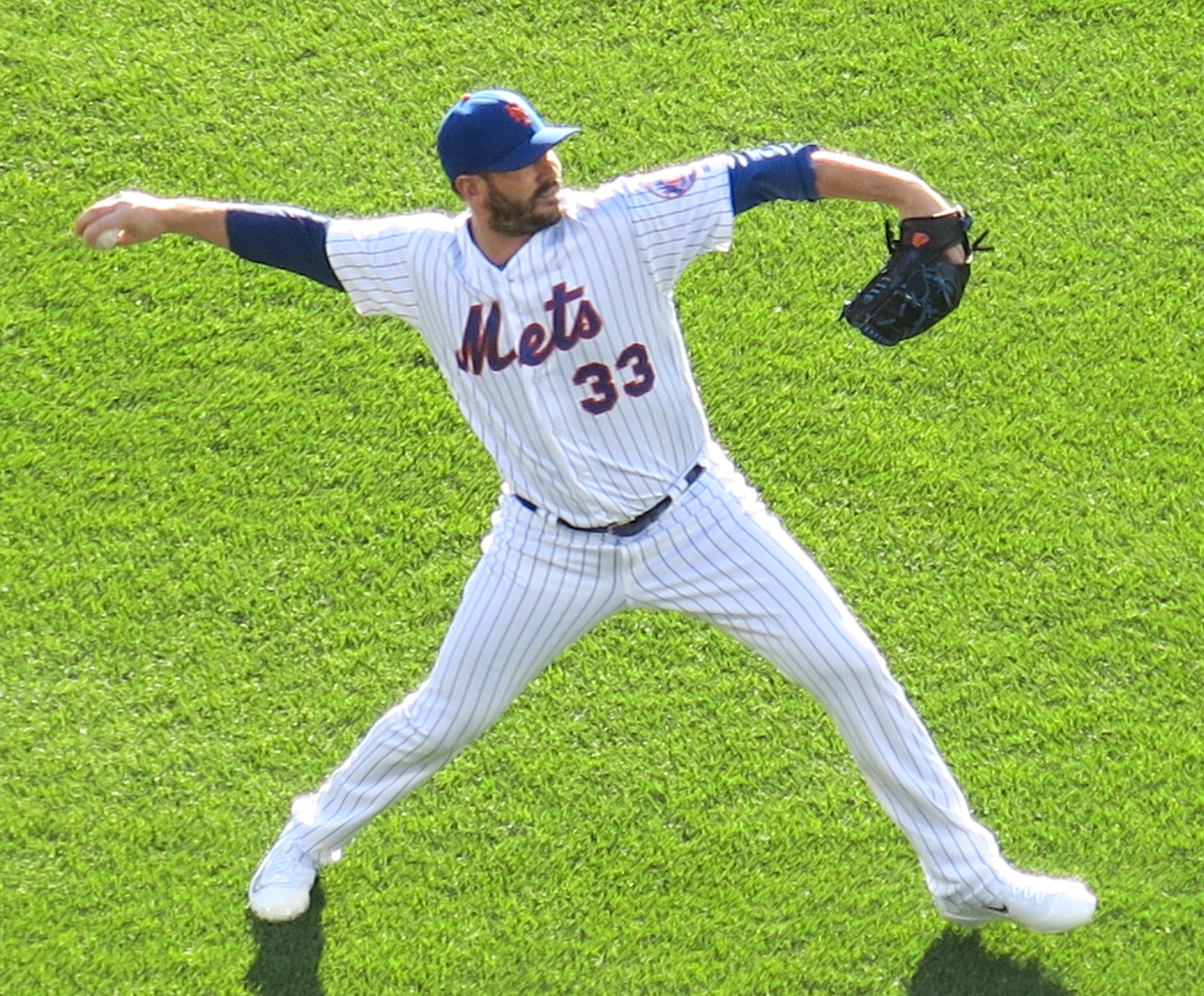
Harvey coi Mets nel 2016

Harvey tornò in campo il 2 aprile 2015 non concedendo alcun punto in sei inning lanciati contro i Washington Nationals. I Mets raggiunsero i playoff, dove lanciò e vinse gara 3 contro i Los Angeles Dodgers nelle Division Series. La squadra si qualificò per le World Series 2015, dove fu sconfitta in cinque gare dai Kansas City Royals. La sua stagione terminò con un nuovo primato personale di 29 presenze come partente (più quattro nei playoff), con un record di 13 vittorie e 8 sconfitte, 2.71 di ERA e .222 alla battuta contro di lui, in 189.1 inning.
Il 15 gennaio 2016 Harvey firmò un contratto annuale del valore di 4,325 milioni di dollari in arbitrato. Il 5 luglio venne inserito nella lista infortunati per la sindrome dello stretto toracico superiore. Il 30 dello stesso mese fu spostato nella lista dei 60 giorni chiudendo definitivamente la stagione con un record di 4 vittorie e 10 sconfitte, 4.86 di ERA e .302 alla battuta contro di lui in 17 partite, tutte da partente (92.2 inning). Lanciò prevalentemente four-seam fastball con una media di 94,98 mph.
Il 13 gennaio 2017 firmò un contratto annuale del valore di 5,125 milioni di dollari in arbitrato. Il 7 maggio fu sospeso dai Mets per 3 giorni dopo aver violato delle regole interne della squadra.
Il 4 maggio 2018 i Mets annunciarono che Harvey sarebbe stato designato per la riassegnazione, il giorno dopo aver rifiutato una retrocessione in minor league. L'8 maggio 2018 i Mets scambiarono Harvey con i Cincinnati Reds in cambio del ricevitore Devin Mesoraco e un corrispettivo in denaro.

### Cincinnati Reds (2018)

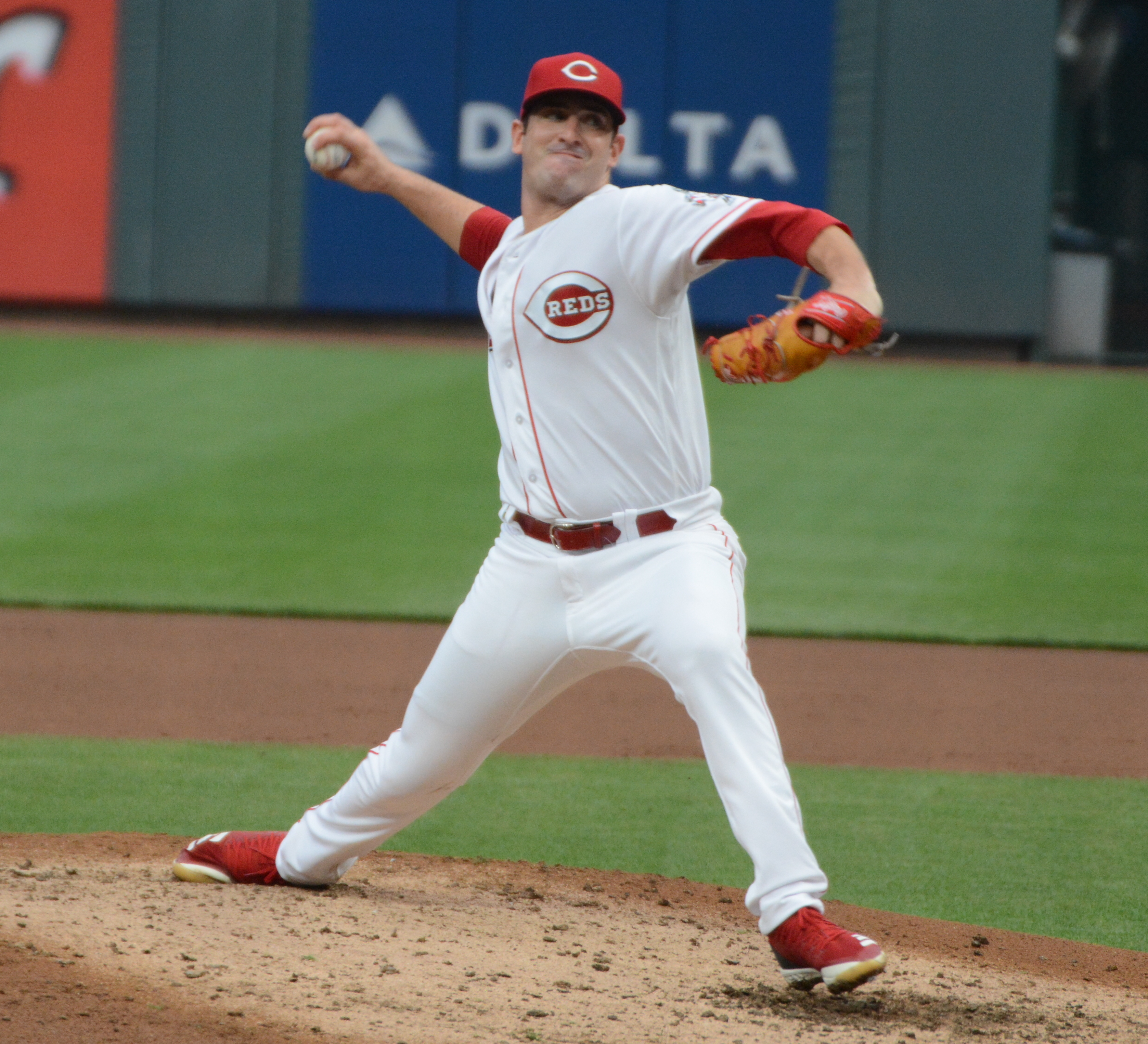
Harvey con i Reds nel 2018

Harvey esordì con i Reds l'11 maggio 2018, lanciando per quattro inning senza concedere punti, contro i Los Angeles Dodgers. 
La stagione di Harvey si chiuse con 24 partite giocate da partente, con un record di 7–7, un ERA di 4.50, e 111 strikeout in 128 inning.

### Los Angeles Angels e Oakland Athletics (2019)
Divenuto free agent a fine stagione, il 21 dicembre Harvey firmò con i Los Angeles Angels. 
La stagione non andò bene per Harvey, con un ERA di 7.50 in 48 inning giocati, per poi rimanere fermo per circa due mesi a causa di un infortunio alla schiena. Rientrato il 13 luglio, concesse sei punti in sei inning giocati, e il 19 luglio gli Angels lo dichiararono cedibile per poi svincolarlo il 21 luglio.
Il 14 agosto 2019 Harvey firmò un contratto di minor league con gli Oakland Athletics. Venne svincolato al termine della stagione senza aver disputato nemmeno una partita nella MLB.

### Kansas City Royals e Baltimore Orioles (2020-2022)
Il 28 luglio 2020 Harvey firmò un contratto di minor league con i Kansas City Royals e divenne free agent al termine della stagione.
Il 13 febbraio 2021 Harvey firmò un contratto di minor league con i Baltimore Orioles con un invito allo Spring Training incluso.
Il 17 maggio 2022 gli fu inflitta una sospensione di 60 gare per aver partecipato a un giro di sostanze proibite, in seguito alle indagini dopo la morte di Tyler Skaggs, suo ex compagno di squadra. Il 10 novembre 2022 ha deciso di svincolarsi e diventare free agent.

## Sospensione per aver fornito sostanze stupefacenti
Nel processo in un tribunale federale sulla morte di Tyler Skaggs, suo compagno di squadra quando era agli Angels, Harvey depose come testimone il 15 febbraio 2022 affermando che aveva fornito a Skaggs pillole di Percocet. Harvey ammise che egli stesso aveva fatto uso regolare di cocaina quando giocava nei Mets e negli Angels e che aveva assunto Percocet perfino nel dugout (la panchina nel baseball) e nella sede sociale mentre era negli Angels. Harvey sostenne di aver ricevuto le pillole da Eric Kay, il direttore della comunicazione degli Angels. Kay era per questo accusato di traffico di droga. Nel maggio 2022 la MLB ha sospeso Harvey per 60 gare, per aver fornito ossicodone.

## Palmarès
- MLB All-Star: 1

2013
- NL Comeback Player of the Year: 1

2015
- Lanciatore del mese della National League: 1

aprile 2013
- Giocatore della settimana della NL: 1

8 aprile 2013